# Transferência de energia de ressonância por fluorescência

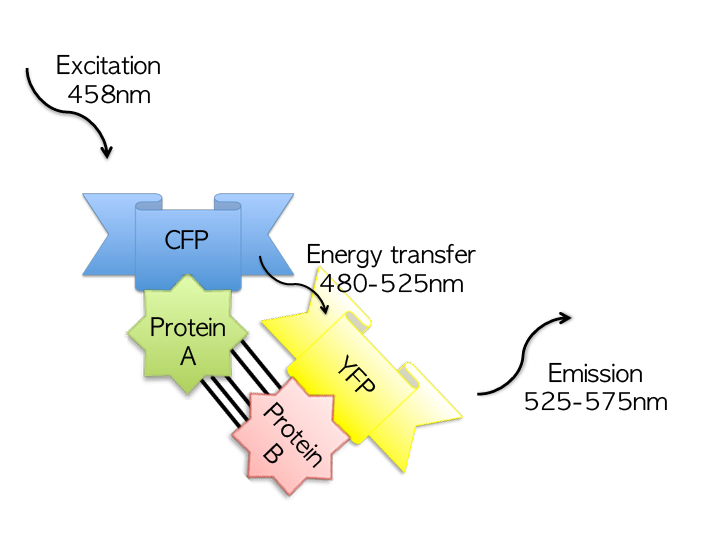
Mecanismo do FRET

Transferência de energia de ressonância por fluorescência (sigla em inglês: FRET), transferência de energia por ressonância de Förster ou transferência de energia por ressonância (RET), é o mecanismo de transferência de energia de forma não radiativa entre dois cromóforos sem a necessidade de reabsorção de radiação eletromagnética. De maneira geral, um cromóforo doador, inicialmente no seu estado eletrônico excitado, pode transferir energia para um aceitador, outro cromóforo, através do acoplamento dipolo-dipolo não radiativo. A eficiência desta transferência de energia é inversamente proporcional à sexta potência da distância entre o doador e o aceitador por esse mecanismo, o que a torna extremamente sensível a pequenas distâncias, da ordem de 1 a 10 nm.
As medições da eficiência do mecanismo de transferência de energia de ressonância por fluorescência podem ser usadas para determinar se dois fluoróforos estão a uma certa distância um do outro. Tais medições são utilizadas como uma ferramenta útil de pesquisa para a descrição de fenômenos de dinâmica molecular em biofísica e em bioquímica, tais como interações proteína-proteína, interações DNA-proteína, ou mudanças de forma de proteínas.

## Nomenclatura
O mecanismo de transferência ressonante de energia de Förster é nomeado em homenagem ao cientista alemão Theodor Förster. Quando ambos os cromóforos são fluorescentes, o termo "transferência de energia de ressonância de fluorescência" é geralmente preferido, mesmo que a energia não seja realmente transferida por fluorescência. A fim de evitar uma interpretação errônea do fenômeno, que é sempre uma transferência não radiativa de energia (mesmo quando ocorre entre dois cromóforos fluorescentes), o termo "transferência de energia ressonância Förster" é preferível a "transferência de energia de ressonância de fluorescência", no entanto, este último goza de uso comum na literatura científica.

## Mecanismo
A fluorescência é o mecanismo no qual uma molécula ou um grupo eletronicamente excitado emite luz. Um fóton é emitido após o decaimento do estado inicial excitado para um estado excitado de menor energia. Assim, o espectro de emissão da molécula geralmente é superior ao espectro absorvido. O mecanismo de FRET é análogo à comunicação entre campos próximos, em que o raio de interação é muito menor do que o comprimento de onda da luz emitida. Na região de campo próximo, o cromóforo excitado emite um fóton virtual que é instantaneamente absorvido pelo cromóforo de recepção. Estes fótons virtuais são indetectáveis, já que sua existência viola a conservação de energia e momento, e, portanto, FRET é conhecido como um mecanismo não radiativo de transferência.

### Princípios teóricos
A eficiência do FRET ({\displaystyle \eta }) é medida através do rendimento quântico na transferência de energia, ou seja, a probabilidade de ocorrer um evento de transferência de energia dada a excitação por um doador:
{\displaystyle \eta ={\frac {k_{et}}{k_{f}+k_{et}+\sum k_{i}}}}
onde {\displaystyle k_{et}} é a taxa de transferência de energia, {\displaystyle k_{f}} a taxa de decaimento radiativo, e {\displaystyle k_{i}} são as constantes de velocidade de quaisquer outras vias de excitação.
A eficiência do mecanismo de FRET depende de diversos parâmetros físicos, os quais podem ser agrupados como: a distância entre o doador e o aceitador (geralmente na faixa de 1-10 nm); a sobreposição espectral entre os espectros de emissão do doador e do aceitador; bem como a orientação relativa entre o momento de dipolo de emissão do doador e o momento de dipolo de absorção do aceitador.
A eficiência também pode ser definida em função da distância {\displaystyle r} entre o par de doador e aceitador, devido ao mecanismo de acoplamento dipolo-dipolo:
{\displaystyle \eta ={\frac {1}{1+(r/R_{0})^{6}}}}
Em que {\displaystyle R_{0}} é a distância entre o par de doador e aceitador na qual a eficiência da transferência é igual a 50% e recebe o nome de Raio de Förster. O Raio de Förster depende da integral de sobreposição entre os espectros de emissão do doador e do aceitador, além da orientação relativa entre eles e é expressado na seguinte equação:
{\displaystyle {R_{0}}^{6}={\frac {20.7}{128\,\pi ^{5}\,N_{A}}}\,{\frac {\kappa ^{2}\,Q_{D}}{n^{4}}}J}
Em que {\displaystyle Q_{\text{D}}}é o rendimento quântico de fluorescência do doador na ausência do receptor, {\displaystyle \kappa ^{2}} é o fator de orientação dipolar, {\displaystyle n} é o índice de refração do meio, {\displaystyle N_{\text{A}}} é a constante de Avogadro, e {\displaystyle J} é a integral de sobreposição entre os espectros de emissão.

#### Fator de orientação
O fator de orientação (k²) pode ser assumido como valendo 2/3 em meios nos quais os cromóforos estão em livre rotação (por exemplo, moléculas livres em uma solução de baixa viscosidade).

## Métodos para medição da eficiência do FRET

### Tempo de vida
A eficiência da transferência de energia por fluorescência pode também ser determinada a partir da alteração no tempo de vida de fluorescência do doador. O tempo de vida do doador irá diminuir na presença do aceitador. Medições de tempo de vida do FRET são usados em microscopia de fluorescência.

## Aplicações
A transferência de energia de Föster tem sido utilizada para medir distâncias e detectar interações moleculares em vários sistemas e tem aplicações nas áreas de biologia e bioquímica.
A eficiência do mecanismo de FRET depende de parâmetros físicos como a distância entre um grupo fluorescente doador e o receptor, em proteínas as cadeias laterais dos resíduos de triptofano e tirosina podem ser grupos fluorescentes em proteínas. Quando a molécula fluorescente doadora é excitada eletronicamente parte da sua energia de excitação é transferida para a molécula aceptora. Após essa transferência a intensidade da fluorescência emitida pelo aceptor no seu espectro de emissão pode ser detectada. Através da técnica de mutagênese sítio-dirigida, substituição de resíduos, é possível localizar e quantificar o número desses resíduos. As cisteínas, por possuírem cadeias reativas, podem ser ligadas covalentemente a grupos fluorescentes ou serem localizadas por mutagênese sítio-dirigida.
A técnica de FRET também pode ser utilizada para avaliação da atividade proteásica. Para isso, cromóforos doadores e aceitadores são acoplados a extremidades opostas de um peptídeo que contem o sítio de clivagem proteolítico. Após a clivagem via atividade enzimática é possível detectar o afastamento entre as espécies, e o sinal de fluorescência proveniente do doador é aumentado.
O uso do FRET para medir a variação da distância entre resíduos proteicos específicos no tempo  também possui aplicação em diversas áreas de modelagem proteica, como avaliação da estrutura, dobramento, distribuição espacial e também montagem correta de proteínas.
Em sistemas como células, o FRET tem sido utilizado para detectar a localização e as interações dos genes e das estruturas celulares, incluindo integrinas e proteínas de membranas. O FRET também pode ser usado para obter informação sobre as vias metabólicas ou de sinalização. Também é utilizado para estudar balsas lipídicas (em inglês, lipid rafts) em membranas celulares.

### Cuidados especiais durante o desenho experimental usando a imagem por FRET
As abordagens baseadas em imagem por FRET têm contribuído bastante para a ciência, porém a técnica requer alguns cuidados especiais:
1. O desenho experimental deve levar em conta se a distância entre as espécies irá aumentar ou diminuir, assim alterando o sinal detectado;
2. Para que ocorra a transferência energética o doador e aceptor devem apresentar sobreposição no espectro de absorção e emissão de energia;
3. Para que as fluorescências emitidas sejam diferenciadas entre o aceptor e o doador os espectros de emissão devem ser distintos;
4. A excitação direta do aceptor deve ser minimizada de acordo com a escolha do comprimento de onda de excitação do doador selecionado[8].